# 惠來厝 (臺中市)
惠來厝，是臺灣臺中市西屯區的一個傳統地域名稱，位於該區南部偏東。相較於今日行政區，其範圍大致包括惠來里不含東南部及西南端及西北端、潮洋里東南部凸出部分向北沿伸至小來公園一帶及東部玩具反斗城一帶。

## 歷史
台灣清治末期至日治初期，惠來厝地區為一街庄，稱為「惠來厝庄」，隸屬於捒東下堡。該庄西北與潮洋庄、上石碑庄為鄰，東北邊及東南邊北段與何厝庄為鄰，東南邊南段為溝仔墘庄，西南邊為三塊厝庄。
1901年（日治明治三十四年）11月，全台廢縣廳改設二十廳，該庄隸屬於臺中廳。1903年（明治三十六年）6月，該庄編入「西大墩區」，隸屬於臺中廳。1909年（明治四十二年）10月，合併二十廳為十二廳，西大墩區隸屬不變。1920年（大正九年），全台地方制度大改正，廢十二廳改設五州二廳，該庄改制為「惠來厝」大字，隸屬於臺中州大屯郡西屯庄。
戰後西屯庄改制為西屯鄉，隸屬於臺中縣，大字亦改制為村。1947年2月，西屯鄉併入臺中市改稱西屯區，村亦改制為里。1950年10月，中、彰、投分治，西屯區仍隸屬臺中市。2010年12月，臺中縣市合併為直轄臺中市，西屯區隸屬不變。

## 聚落
本地區發展較早的聚落有棋盤厝、佐部、雙張等，在日治期初期的官方地圖上已有記載。

## 交通
省道台12線（台灣大道三段）是梧棲港至台鐵台中車站的平面幹道，大致以西北—東南經過本地區中部偏東北地帶。由該道路向西北可經省道台74線交流道、國道1號臺中交流道前往龍井東北端、沙鹿、梧棲並止於省道台17線路口，向東南可前往台中市區並止於台鐵台中車站前。
市道127號（黎明路二段）是大雅至霧峰的道路，大致以北北西—南南東走向經過本地區西南部邊界外不遠處。由該道路向北北西轉北北東可前往西屯市區、大雅並止於省道台1乙線路口，向南南東可前往南屯、烏日、霧峰並止於省道台3線路口。

## 學校
- 惠來國小（西大半部）
  - 蓮蕉井（位於與何厝交界地帶）

## 政府機構
- 臺中市政府（北大半部）

## 文化機構
- 臺中國家歌劇院